# 王志愔
王 志愔（おう しいん、生年不詳 - 722年）は、唐代の官僚。本貫は博州聊城県。

## 経歴
若くして進士に及第した。神龍年間、左台侍御史に累進し、朝散大夫の位を加えられた。法を執行すること剛直で、百官たちに畏怖され、当時の人に「皁鵰」と呼ばれた。ほどなく大理寺正に転じた。著書の『応正論』を献上して志を示した。中宗はこれを読んで称賛した。しばらくして志愔は駕部郎中に転じた。
景雲元年（710年）、志愔は左御史中丞に累進し、ほどなく大理寺少卿に転じた。景雲2年（711年）、漢制に基づき、州の刺史が郡を監察し、天下の要衝の大州に都督20人を置くこととされた。威厳のある者から都督を選抜することとなり、志愔が斉州都督に任じられたが、漢制に基づく州郡制は結局行われなかった。志愔は斉州刺史に任じられ、河南道按察使をつとめた。ほどなく河南道按察使のまま、汴州刺史に転じ、北海県男に封じられた。太極元年（712年）、本官のまま御史中丞・内供奉を兼ねた。ほどなく銀青光禄大夫の位を加えられ、戸部侍郎に任じられた。魏州刺史として出向し、揚州大都督府長史に転じ、淮南道按察使をつとめた。長らくを経て長安に召還され、刑部尚書に任じられた。
開元9年（721年）、玄宗が東都洛陽に行幸すると、志愔は京師留守を命じられた。開元10年（722年）、京兆の権梁山が偽って襄王李重茂の子と称し、自ら光帝を号して、その仲間や左右屯営の押官とともに謀反をはかった。夜半に左屯営の兵100人あまりを率いて景風門・長楽門などから斬りこんで宮城に入り、志愔を殺そうとしたので、志愔は城壁を越えて避難した。まもなく屯営の兵は潰走し、権梁山ら5人は殺害され、その首級は洛陽に送られた。志愔は恐れおののいて死去した。

## 伝記資料
- 『旧唐書』巻100 列伝第50
- 『新唐書』巻128 列伝第53